# Black in AI
Black in AI, formalmente chamada Black in AI Workshop, é uma organização de pesquisa tecnológica e um grupo de afinidade, fundado pelas cientistas da computação Timnit Gebru e Rediet Abebe, em 2017. Começou como uma conferência, depois se transformou em uma organização. Black in AI aumenta a presença e a inclusão de negros no campo da inteligência artificial (IA), criando espaço para compartilhar ideias, fomentar colaborações, orientação e advocacia.

## História
Black in AI foi criado em 2017 para abordar questões de falta de diversidade em workshops de IA, e foi iniciado como seu próprio workshop dentro da Conferência Sistemas de Processamento de Informações Neurais (NeurIPS). Por causa do viés algorítmico, questões éticas e sub-representação de negros em funções de IA; tem havido uma necessidade contínua de unidade dentro da comunidade de IA para se concentrar nessas questões. Black in AI tem se esforçado para manter o progresso do aumento da presença de pessoas de cor no campo da inteligência artificial.
Em 2018 e 2019, o workshop Black in AI teve muitos problemas de visto de imigração para o Canadá, o que estimulou a conferência a ser planejada para 2020 em Adis Abeba, na Etiópia. No dia 7 de dezembro de 2020, Black in AI realizou seu 4º workshop anual e 1º workshop virtual (devido à pandemia do COVID-19).
Em 2021, Black in AI, ao lado dos grupos Queer in AI e Widening NLP divulgaram um comunicado público recusando financiamento do Google, em um ato de protesto ao tratamento do Google a Timnit Gebru, Margaret Mitchell (cientista) e April Christina Curley nos eventos ocorridos em dezembro de 2020.

## Fundadoras

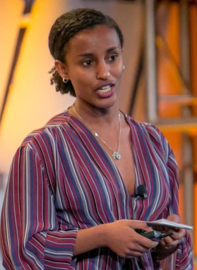
Rediet Abebe em uma palestra

Rediet Abebe, uma cientista da computação etíope especializada em algoritmos e inteligência artificial. Ela é Professora Assistente de Ciência da Computação na Universidade da Califórnia, Berkeley. Anteriormente, ela foi Junior Fellow na Harvard's Society of Fellows. Ela foi a primeira mulher negra a receber um Ph.D. em ciência da computação na Universidade de Cornell. Ela "projeta e analisa algoritmos, otimizações discretas, estratégias baseadas em rede [e] computacionais para aumentar o acesso a oportunidades para populações historicamente desfavorecidas", de acordo com sua biografia na web.

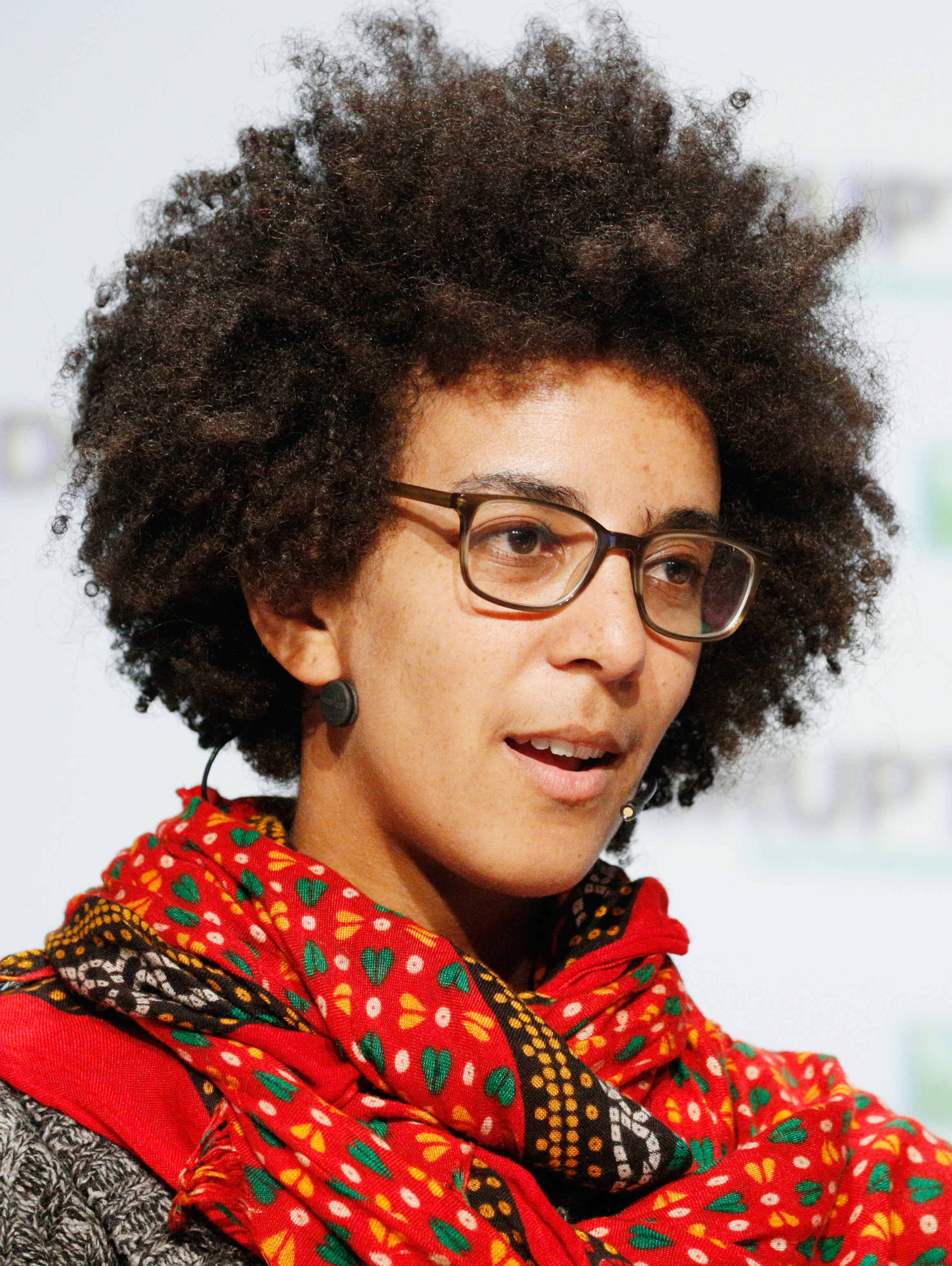
Timnit Gebru em uma palestra

Timnit Gebru nasceu na Etiópia e se mudou para os Estados Unidos aos quinze anos. Ela obteve seu bacharelado e mestrado em engenharia elétrica pela Universidade de Stanford, bem como um doutorado no Laboratório de Inteligência Artificial de Stanford, onde estudou visão computacional com Fei-Fei Li. Ela trabalhou anteriormente como pesquisadora de pós-doutorado na Microsoft Research na divisão Fairness Accountability Transparency and Ethics (FATE). Ela também trabalhou com a Apple, onde auxiliou no desenvolvimento de algoritmos de processamento de sinal para o iPad original.

## Financiamentos
Black in AI recebeu doações e apoio de fundações privadas como MacArthur Foundation e Rockefeller Foundation. A organização recebeu US$ 10.000 em 2018 para seu workshop anual e US$ 150.000 em 2019 para seu planejamento organizacional de longo prazo.
Em 2020, durante a pandemia, a organização recebeu uma doação de US$ 300.000 da Fundação MacArthur para fornecer amplo apoio organizacional.
Em 2022, a Fundação Rockefeller anunciou US$ 300.000 para combater o preconceito em inteligência artificial (IA) em todo o mundo e incorporar equidade nesse campo em rápida expansão.

## Programas
"Black in AI trabalha com acadêmicos, advocacia, empreendedorismo, apoio financeiro e programas de pesquisa de verão."
O Programa Acadêmico Black in AI é um recurso para pesquisadores juniores negros que se candidatam a escolas de pós-graduação, navegam na pós-graduação e fazem a transição para o mercado de trabalho de pós-graduação. Eles oferecem sessões de educação on-line, oferecem bolsas de estudo para cobrir as taxas de inscrição, emparelham participantes com mentores de pares e seniores e distribuem documentos de crowdsourcing que simplificam o processo de inscrição. Eles também realizam projetos de pesquisa para investigar e destacar as dificuldades que os jovens pesquisadores negros enfrentam, bem como pressionar por reformas estruturais para eliminar essas barreiras e construir ambientes de pesquisa equitativos. Moses Namara é pesquisador do Facebook, na Clemson University, e estudante de Doutorado em Computação Centrada no Homem (HCC). Ele é o mentor do novo Programa Acadêmico Black in AI.
A advocacia Black in AI ajudou muitos estudantes, durante a temporada de admissões na pós-graduação em 2021. Black in AI fez uma grande conquista, atendendo de alguma forma a mais de 200 potenciais candidatos a programas de pós-graduação. Além disso, o estudo da organização identificou maiores problemas encontrados por candidatos negros à pós-graduação, como o alto custo dos exames de admissão à pós-graduação (GREs), que são conhecidos por serem tendenciosos contra aqueles de baixa renda. As tentativas de Black in AI de encorajar as instituições a eliminar os obstáculos foram apoiadas pelos resultados.
Black in AI também está desenvolvendo um programa para ajudar a conectar startups de tecnologia negra com investidores.
Black in AI também orienta acadêmicos negros de IA em início de carreira e está formando relacionamentos com faculdades e universidades historicamente negras para estender seu programa acadêmico.
Além disso, em 2021, Black in AI lançou dois programas de pesquisa de verão: um para estágios de graduação e outro para orientação de pesquisa irrestrita, incluindo um voltado explicitamente para capacitar projetos de pesquisa de IA de mulheres negras.

## Conferências e workshops
Na NIPS 2017, o primeiro evento Black in AI aconteceu em 8 de dezembro de 2017 em Long Beach, Califórnia. O objetivo foi reunir especialistas da área para compartilhar ideias e debater esforços visando aumentar a participação de negros na inteligência artificial, tanto pela diversidade quanto para evitar o viés de dados. Pesquisadores negros de IA tiveram a oportunidade de compartilhar seus trabalhos nas sessões orais e de pôsteres do workshop.
O 2º workshop foi realizado em Montreal, Canadá, em 7 de dezembro de 2018. De acordo com especialistas em IA, as questões de visto impedem os esforços para tornar sua área mais inclusiva, tornando menos provável a tecnologia que discrimina ou prejudica indivíduos que não são brancos ou ocidentais. Centenas de participantes que deveriam comparecer ou apresentar trabalhos na sessão Black in AI na sexta-feira não puderam voar para o Canadá, e muitos deles eram de países africanos.
O 3º workshop foi realizado no NeurIPS 2019, uma das principais conferências de aprendizado de máquina em Vancouver, Canadá. O workshop foi capaz de dar bolsas de viagem e apoio para vistos a centenas de acadêmicos que não poderiam frequentar o NeurIPS sem a ajuda de patrocinadores. Por exemplo, Ramon Vilarino, da Universidade de São Paulo, e seu estudo sobre preconceito geográfico e racial na pontuação de crédito no Brasil foi um dos cartazes mais fascinantes do workshop. Ramon não teria conseguido participar do NeurIPS sem a ajuda de Black in AI.
Vinte e quatro acadêmicos da África e da América do Sul tiveram seus vistos negados para participar desta sessão durante a conferência, de acordo com Victor Silva, organizador do workshop. Ele observou que, menos de um mês antes da conferência, quarenta solicitantes de ambos os continentes receberam vistos, mas que mais de 70 solicitações ainda aguardam. Pelo segundo ano consecutivo, as restrições de visto impediram vários acadêmicos africanos de participar da reunião, que ocorreu em 2018 em Montreal, Canadá.
A AAAI anunciou o primeiro almoço Black in AI, que foi realizado em conjunto com a AAAI-19. O almoço foi realizado na terça-feira, 29 de janeiro. Este evento teve como objetivo promover o networking, a discussão de várias opções de carreira em IA e a troca de ideias para aumentar o número de pesquisadores negros na área.
O 4º workshop Black in AI, realizado em conjunto com o NeurIPS 2020, ocorreu na semana de 7 de dezembro de 2020. O workshop estava programado para acontecer em Vancouver, Candá. Devido à pandemia, a sessão foi realizada pela primeira vez em formato virtual. Victor Silva, aluno da AI4Society, presidiu o evento.
O 5º workshop anual Black in AI também foi realizado virtualmente em 2021. Apresentações orais, palestrantes convidados, uma sessão de pôsteres combinada com outros grupos de afinidade, sessões patrocinadas e mostras de startups foram apresentadas. O objetivo da sessão foi aumentar a visibilidade dos acadêmicos negros do NeurIPS.